# Polycyrtus melanoleucus
Polycyrtus melanoleucus är en stekelart som först beskrevs av Brulle 1846.  Polycyrtus melanoleucus ingår i släktet Polycyrtus och familjen brokparasitsteklar. Inga underarter finns listade i Catalogue of Life.